# Zeitfahren

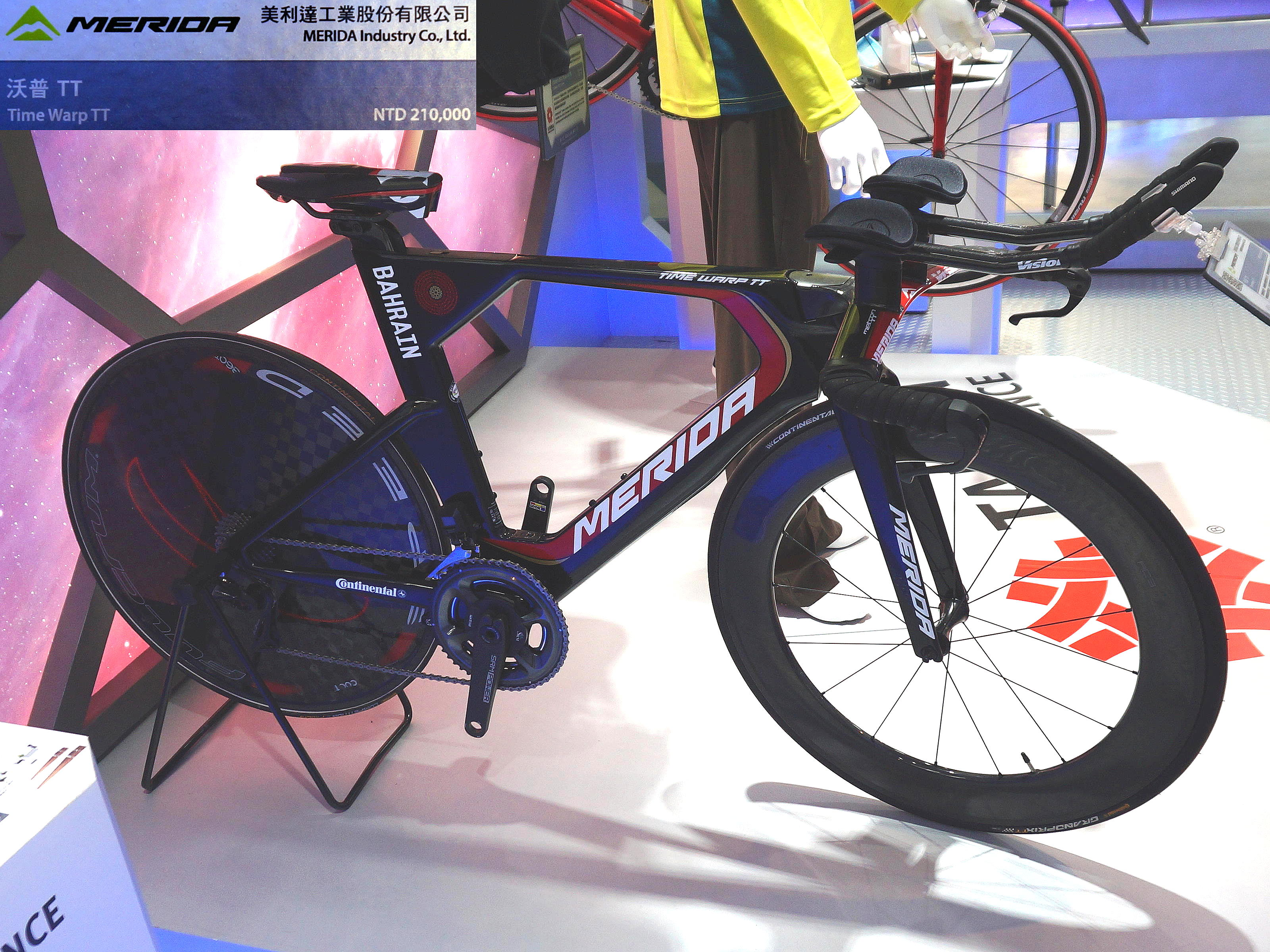
Zeitfahrrad

Zeitfahren sind im Radsport Wettbewerbe, in denen die konkurrierenden Fahrer bzw. Teams nicht gemeinsam starten („Massenstart“), sondern allein „gegen die Uhr“ und sich die Platzierungen der Fahrer bzw. der Teams aus der Reihenfolge der geringsten Fahrtzeit ergibt.
Im Straßenradsport wird unterschieden zwischen Einzelzeitfahren und Mannschaftszeitfahren. Das Prologzeitfahren und das Bergzeitfahren sind Sonderfälle des Einzelzeitfahrens. Das Paarzeitfahren und die Mixed-Staffel sind Sonderfälle des Mannschaftszeitfahrens. Straßenradrennfahrer, die für Zeitfahrwettbewerbe besonders geeignet sind, werden oft als Zeitfahrspezialisten bezeichnet.
Im Bahnradsport werden verschiedene Zeitfahrdisziplinen ausgetragen. Im Kurzzeitbereich gibt es das 1000- bzw. 500-Meter-Zeitfahren, den Teamsprint und die 200-Meter-Qualifikation im Rahmen eines Sprintturniers. Im Ausdauerbereich gibt es die Einerverfolgung und die Mannschaftsverfolgung. Auch die Rekorde, wie der Stundenweltrekord, werden im Zeitfahrmodus ermittelt.
Im Mountainbikesport gibt es Cross-Country-Zeitfahren (Cross-country time trial – XCT). Nach den Regeln der UCI werden diese nur bei Etappenrennen ausgetragen, außerhalb des Reglements der UCI gibt es aber auch eigenständige MTB-Bergzeitfahren vergleichbar dem Straßenradsport. Wettbewerbe im MTB-Downhill und MTB-Enduro werden zwar nach dem Prinzip eines Zeitfahrens ausgetragen, jedoch werden die beiden Disziplinen üblicherweise nicht als Zeitfahren bezeichnet.
Auch bei BMX-Weltmeisterschaften wurden Zeitfahren ausgetragen, bei denen neben der Vergabe von Zeitfahrweltmeistertiteln auch Startplätze für die übrigen Wettbewerbe vergeben wurden. Dieser Wettbewerb bestand von 2011 bis 2016 und wurde dann wieder abgeschafft.

## Geschichte
Die ersten herausragenden Einzelzeitfahren fanden bei den Olympischen Sommerspielen 1912, 1920, 1928 und 1932 statt. Dort wurden die Olympiasieger im Straßenradsport in Einzelzeitfahren ermittelt. 1932 begründete der damalige Chefredakteur der Zeitung Paris-Soir Gaston Bénac, den Grand Prix des Nations. Das Rennen blieb über viele Jahre das bedeutendste Zeitfahren im Straßenradsport und wurde zum Vorbild weiterer Zeitfahrwettbewerbe (Grand Prix Forlì, Grand Premio di Lugano, Grand Prix de France und andere), die nach und nach sowohl im Berufsradsport als auch bei den Amateuren entstanden. 1934 übernahm der Begründer der Tour de France Henri Desgrange, nachdem der Grand Prix des Nationes in den ersten Jahren immer französische Sieger hervorgebracht hatte, das Einzelzeitfahren in die Tour auf. Nach dem Zweiten Weltkrieg wurde das Einzelzeitfahren regelmäßiger Bestandteil bei Etappenrennen. Auch nationale Meisterschaften in dieser Disziplin etablierten sich zunehmend, nachdem diese bereits seit 1932 in Frankreich ausgetragen wurden. Eine längere Tradition wiesen nur die skandinavischen Länder und Großbritannien auf, wo diese Meisterschaften teilweise bereits seit 1909 veranstaltet wurden.